# 青木幹治
青木 幹治（あおき かんじ）は、日本の漫画家。男性。大阪府在住。主に成人向け漫画雑誌で活動。

## 略歴
- 主に『漫画ばんがいち』（コアマガジン）誌上にて執筆活動をしている。

## 作品リスト
1. 『さよなら、おっぱい』 2009年8月10日発売[4]、コアマガジン〈ホットミルクコミックス302〉、ISBN 978-4-86252-688-5
  - 熱狂Quiet／お姉ちゃんの手を取って／ブリリアントおっぱいシェイド／Hold me tight.／夏の教室で／しましま節子さん／濃紺ブルマー節子さん／性的節子さん／兎の節子さん／ピンクの密室／ぺたり
2. 『Only You』 2011年8月10日発売[4]、コアマガジン〈ホットミルクコミックス352〉、ISBN 978-4-86436-126-2
  - やりたい季節 新緑のさかり／Template and Chocolate／Black Box Girl／伏し目がちな彼女／Active Canine／ビキニでお邪魔／Fetishist節子さん／花嫁節子さん／新妻節子さん／彼女は節子さん／Iron Maid／若社長と島津君／彼女は矢島さん
3. 『抱きしめなさいっ! 』 2013年12月10日発売[4]、コアマガジン〈ホットミルクコミックス399〉、ISBN 978-4-86436-579-6
  - 抱きしめなさいっ！／もっと抱きしめなさいっ！／抱きしめさせなさいっ！／夢にまで見た／めざせバカップル／青春ワイルドピッチ／さそって柏木さん／仲良しホール／君の顔が好き／top gear／劇的な夫婦／幕間

単行本未収録
FANZAで配信している単行本未収録の単話。年月は配信開始年月。
- 妹レッスン(2014年4月、レーベル:アンスリウム、出版社:ジーオーティー)
- 姉がしばしば艶っぽいカオをするので、とてもドギマギする(2014年11月、レーベル:グレープ、出版社:ジーオーティー)
- 妹のイイワケ(2015年4月、レーベル:アンスリウム、出版社:ジーオーティー)
- 姉ちゃんの逆恨みっくす(2015年12月、レーベル:アンスリウム、出版社:ジーオーティー) - 『comicアンスリウム Vol.33』(2015/12/20)
- 兄妹の秘密の巣(2016年9月20日、レーベル:アンスリウム、出版社:ジーオーティー)
- 同級生の若い母(2016年9月30日、web漫画ばんがいち、出版社:コアマガジン)
- 妹の物欲しげな視線(2017年、レーベル:グレープ、出版社:ジーオーティー)
- 法的に問題ない姉との関係(2022年、レーベル:グレープ、出版社:ジーオーティー)